# Pterygodium alatum
Pterygodium alatum är en orkidéart som först beskrevs av Carl Peter Thunberg, och fick sitt nu gällande namn av Olof Swartz. Pterygodium alatum ingår i släktet Pterygodium och familjen orkidéer. Inga underarter finns listade i Catalogue of Life.